# Dido Havenaar
Dido Havenaar (jap. ハーフナー・ディド Havenaar Dido; ur. 26 września 1957) – holendersko-japoński piłkarz występujący na pozycji bramkarza.

## Kariera klubowa
Od 1979 do 1998 roku występował w klubach Den Haag, Mazda, Yomiuri, Nagoya Grampus Eight, Júbilo Iwata i Consadole Sapporo.